# Wagneriana neblina
Wagneriana neblina là một loài nhện trong họ Araneidae.
Loài này thuộc chi Wagneriana. Wagneriana neblina được Herbert Walter Levi miêu tả năm 1991.